# Taufbecken St-Martin (Vallangoujard)

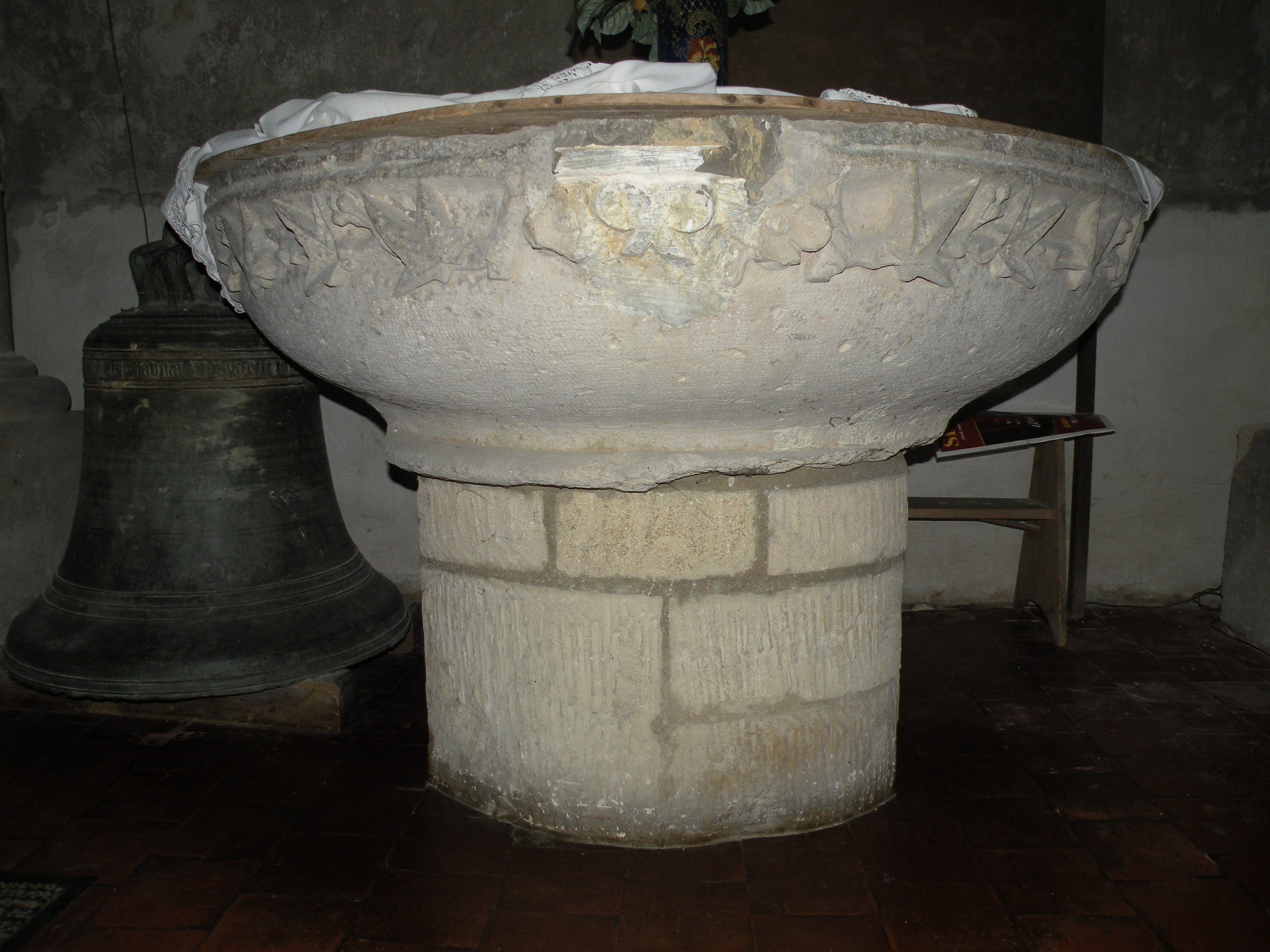
Taufbecken in Vallangoujard

Das Taufbecken in der katholischen Kirche St-Martin in Vallangoujard, einer französischen Gemeinde im Département Val-d’Oise in der Region Île-de-France, wurde im 14. Jahrhundert geschaffen. Im Jahr 1921 wurde das gotische Taufbecken als Monument historique in die Liste der geschützten Objekte (Base Palissy) in Frankreich aufgenommen.
Das Taufbecken aus Stein stammt aus der ehemaligen Kirche des Weilers Mézières und wurde 1970 in der Kirche St-Martin aufgestellt. Da der Sockel stark beschädigt war, wurde er erneuert. 